# Brněnsko-rosická dráha
Brněnsko-rosická dráha (BRD, německy k.k. privilegierte Brünn-Rossitzer Eisenbahnunternehmung, zkratka BRE) byla soukromá železniční společnost, která vybudovala a provozovala trať z Rosického nádraží v Brně do nynější obce Zastávky (do roku 1920 Boží Požehnání). Stanice, která byla vybudována na tehdejším katastru obce Babice u Rosic, se nejprve jmenovala Segen Gottes (v českém překladu Boží Požehnání) podle blízkého uhelného pole, v letech 1867–1871 Rossitz-Segen Gottes, následně až do roku 1918 opět Segen Gottes. Jednalo se o druhou tzv. uhelnou dráhu, vybudovanou na českém území. Jejím hlavním úkolem byla přeprava uhlí z Rosicko-oslavanského uhelného revíru do Brna.

## Historie

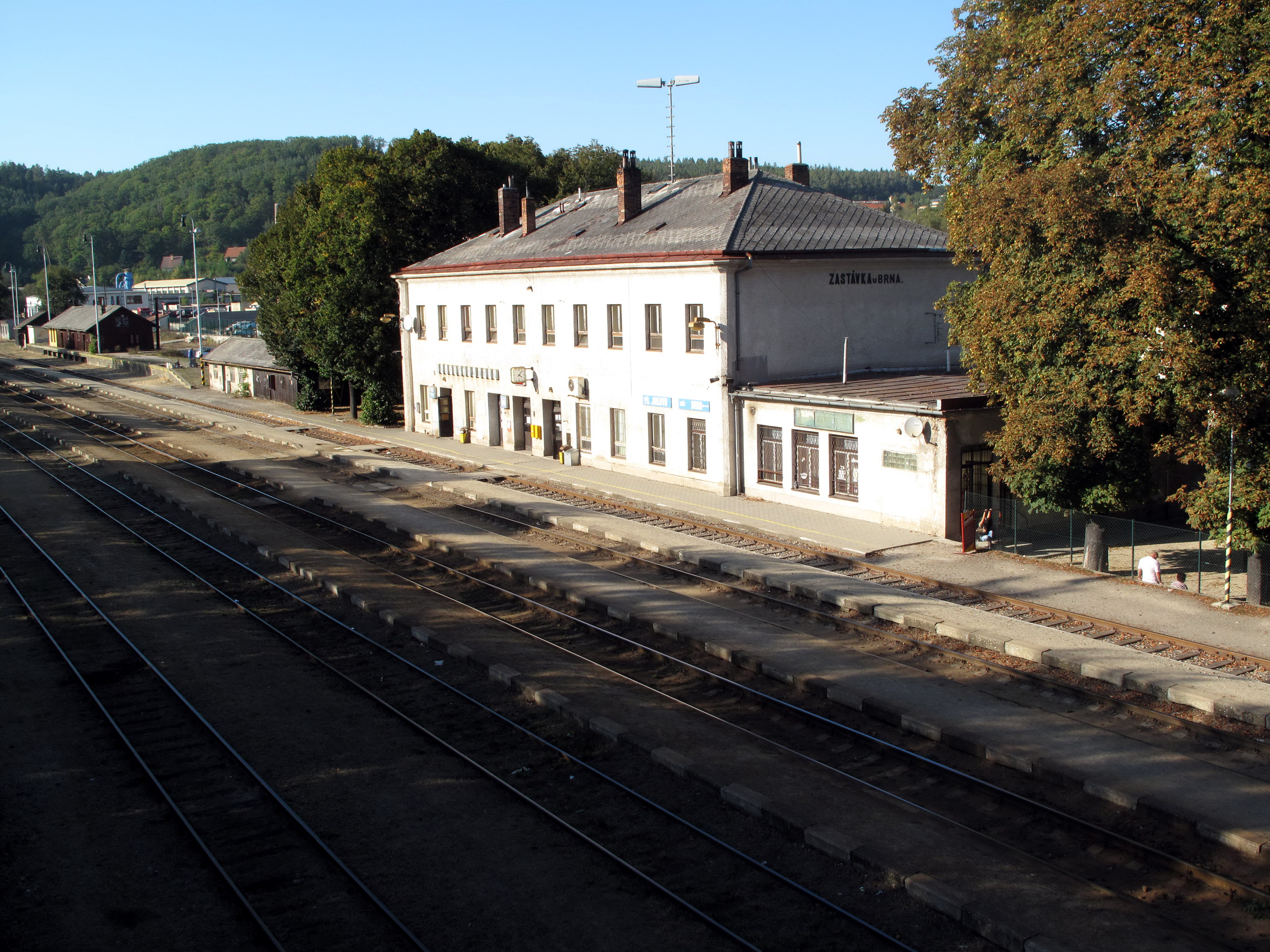
Stanice Zastávka u Brna

Žádost o koncesi byla odeslána již v roce 1851 a byla udělena císařem Františkem Josefem I. v roce 1854. Terén byl nenáročný, trať tak mohla být otevřena v roce 1856. Již před udělením koncese si však podnikatelství zajistilo u těžařů, že veškeré uhlí bude přepravováno právě po této trati.
Společnost se zaměřovala především na přepravu uhlí a osobní doprava stála až na druhém místě. Vozový park tvořilo zpočátku 90 vozů pro přepravu uhlí a jen 6 vozů osobních. V roce 1866 se park nákladních vozů rozšířil na stovku, zatímco osobních vozů zůstávalo stejně. V roce 1861 společnost požádala o rozšíření sítě o dalších pět kilometrů do Zbýšova a o přestavbu navazujících vleček z koněspřežného na lokomotivní provoz.
V pozdějších letech způsobovala firmě starosti konkurence ostravského černého uhlí a koksu. Oslavanský revír byl též rozsahem malý a neumožňoval další rozvoj těžby. V této době se však již trať ocitla v zájmové sféře tehdejšího dopravního gigantu Rakouské společnosti státní dráhy (StEG). Ta se pomocí tratě BRE snažila spojit dvě části své sítě, které doposud nebyly spojeny a mezi nim se nacházela síť konkurenční Severní dráhy Ferdinandovy. StEG si nejprve v roce 1870 trať za výhodných podmínek pronajala, neboť toho roku využila úsek z Brna do Střelic jakožto pokračování své nové tratě z Vídně. V roce 1879 StEG celou společnost odkoupila.
V 80. letech 19. století byla trať bývalé Brněnsko-rosické dráhy využita i pro trasování Českomoravské transverzální dráhy. Roku 1886 byl postaven její úsek z Okříšek do Zastávky, kde se napojil na trať Brno–Zastávka, čímž se trať bývalé Brněnsko-rosické dráhy stala součástí spojení mezi Brnem a Jihlavou.